# Gabinete Dufaure I
O Gabinete Dufaure I foi o ministério formado por Jules Dufaure em 19 de fevereiro de 1871 e dissolvido em 18 de maio de 1873. Foi o 1º gabinete da Terceira República Francesa, sendo antecedido pelo Governo de Defesa Nacional e sucedido pelo Gabinete Dufaure II.

## Contexto
No contexto da Guerra Franco-Prussiana, diante da fome e dos crescentes tumultos em Paris, Jules Favre, o último chefe do Governo Provisório de 1870, resolveu oferecer aos prussianos a rendição da capital em 28 de janeiro de 1871. O acordo de armistício com Otto von Bismarck estipulou várias medidas humilhantes para os vencidos, mas deixou aos franceses o direito de organizar novas eleições nacionais.
A partir de 8 de fevereiro de 1871, todos os eleitores residentes em partes não ocupadas do território nacional francês foram chamados às urnas. Essas eleições, dominadas pelo peso do voto rural e burguês, levaram ao poder uma coalizão conservadora, majoritariamente monarquista, e puseram fim ao Governo de Defesa Nacional. Em 17 de fevereiro, a nova Assembleia Nacional Francesa elegeu Adolphe Thiers como chefe de governo, substituindo o general Jules Trochu. O novo governo fez da evacuação do exército de ocupação alemão uma prioridade, o que Bismarck condicionou ao pagamento de reparações. O governo, então, aprovou uma lei financeira muito restritiva que desencadeou revoltas populares na maioria das grandes cidades e provocou a proclamação da Comuna de Paris em meados de março.
O gabinete terminou em maio de 1873, em um conflito com a maioria monarquista da Assembleia Nacional, levando Adolphe Thiers a exigir a renúncia de seus ministros e reorganizar o gabinete em uma direção claramente republicana.

## Composição

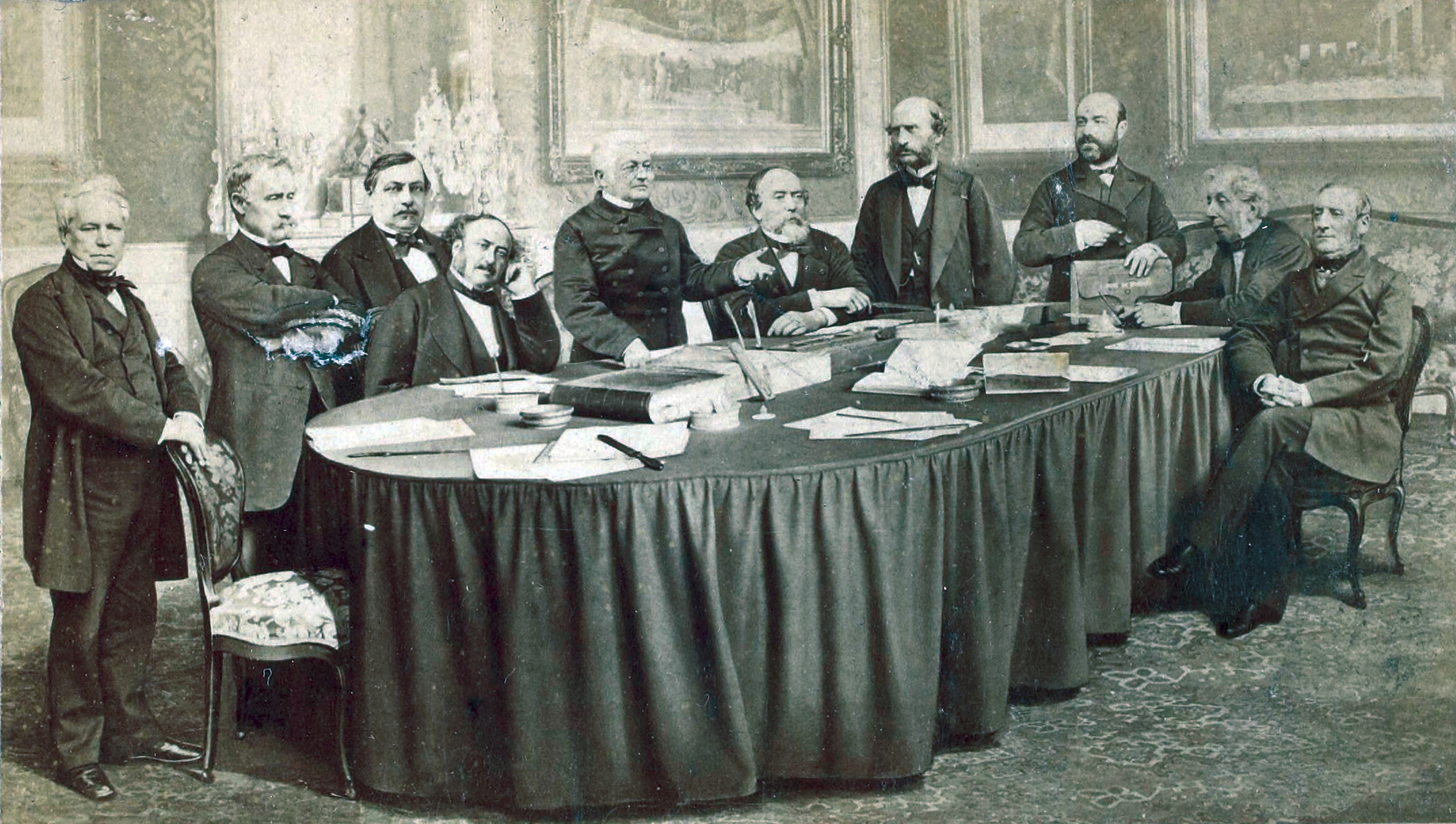
O primeiro Gabinete Dufaure em fotomontagem de 1872.

- Chefe do Poder Executivo: Adolphe Thiers
- Vice-presidente do Conselho de Ministros: Jules Dufaure
- Ministro dos Estrangeiros: Jules Favre (1871); Charles de Rémusat (1871-1873)
- Ministro da Justiça: Jules Dufaure
- Ministro do Interior: Ernest Picard (1871); Félix Lambrecht (1871); Auguste Casimir-Perier (1871-1872); Victor Lefranc (1872); Eugène de Goulard (1872-1873)
- Ministro da Guerra: Adolphe Le Flô (1871); Ernest Courtot de Cissey (1871-1873)
- Ministro das Finanças: Louis Buffet (1871); Augustin Pouyer-Quertier (1871-1872); Eugène de Goulard (1872); Léon Say (1872-1873)
- Ministro da Marinha e das Colônias: Louis Pierre Alexis Pothuau
- Ministro da Instrução Pública: Jules Simon
- Ministro das Obras Públicas: Roger de Larcy (1871-1872); Oscar Bardi de Fourtou (1872-1873)
- Ministro da Agricultura e do Comércio: Félix Lambrecht (1871); Victor Lefranc (1871-1872); Eugène de Goulard (1872); Pierre-Edmond Teisserenc de Bort (1872-1873)

## Realizações
- Derrota da Comuna de Paris e demais insurgências;
- Dissolução da Guarda Nacional Francesa;
- Negociação do Tratado de Frankfurt, organizando os empréstimos destinados a liquidar o pagamento da enorme indenização de guerra (cinco bilhões de francos-ouro), permitindo, assim, uma libertação gradual mais rápida do território francês ocupado pelos alemães;
- Reorganização do Exército Francês aos moldes alemães, com serviço militar obrigatório, porém, mantendo-se algumas isenções pecuniárias.